# 哈维尔·巴拉哈
哈维尔·巴拉哈·维加斯（Javier Baraja Vegas，1980年8月24日—），西班牙足球運動員，目前效力西甲球隊，司職後衞。

## 球會生涯
巴拉查生於卡斯蒂利亚-莱昂自治區城市巴利亚多利德，與哥哥魯賓同為隊的青訓產品。巴拉查在2001年8月26日於西甲首度亮相，但球隊0–4不敵拉科鲁尼亚。
隨後，巴拉查轉投西乙球隊效力兩季，但上陣機會不多，即使球隊在2003–04賽季結束後升班甲組，他也只能在該季上陣13場。然後他轉至馬拉加的預備隊踢了一季，終在2005–06賽季重返處於乙組的母隊華拉度列，助球隊用兩季時間重回甲組。
巴拉查在2007–08賽季和2008–09賽季上陣頻繁，並在2008年9月13日打進效力華拉度列的首球，主場對罰入十二碼，助主隊以2–1得勝。

## 榮譽
西班牙U16
- 歐洲U-16足球錦標賽：1997年

## 個人生活
巴拉哈的哥哥魯賓同為足球運動員，職業生涯主要在效力，並曾為西班牙國家隊上陣50場。

## 外部連結
- 華拉度列官方檔案 （西班牙文）
- BDFutbol檔案（页面存档备份，存于） （英文）
- Futbolme檔案（页面存档备份，存于） （西班牙文）
- Transfermarkt檔案（页面存档备份，存于） （英文）